# Curt Hillig
Curt Hillig (* 18. Februar 1865 in Leipzig; † 28. April 1939 ebenda) war ein deutscher Jurist.

## Leben
Curt Hillig war der älteste Sohn von Marie Hillig geb. Schomburgk (1841–1927), Tochter des Grosskaufmanns Julius Heinrich Moritz Schomburgk (1815–1880) und seiner Frau Marie geb. Oldenbourg (1817–1899), und des Rechtsanwalts und Notars Friedrich Eduard Hillig (1834–1882), der 1879 Mitbegründer und erster Schriftführer des Leipziger Anwaltvereins war.
Nach dem Abitur an der Thomasschule zu Leipzig studierte er Rechtswissenschaften an den Universitäten  Heidelberg und Leipzig. 1885 wurde er Mitglied des Corps Vandalia Heidelberg. In Leipzig wurde er 1889 zum Dr. jur. promoviert. 1893 wurde er als Rechtsanwalt zugelassen und war von 1895 bis 1900 Direktor der Leipziger Hypothekenbank. Ab 1902 übte er seine Tätigkeit als Rechtsanwalt am Landgericht Leipzig gemeinsam mit Johannes Mittelstaedt aus, bis dieser 1910 als Rechtsanwalt am Reichsgericht zugelassen wurde. 1914 verlieh ihm der König von Sachsen den Titel „Justizrat“.
1915 wurde er Vorsitzender des Aufsichtsrats des Verlags Bibliographisches Institut AG; er übte dieses Amt bis zu seinem Tod aus. Seit 1917 war er zudem Notar in Leipzig und später Vorsitzender des Vereins der Notare im Landgerichtsbezirk Leipzig. 1920 wurde er Vorstandsvorsitzender des Leipziger Anwaltvereins. Ab 1919 war er Rechtsberater des Deutschen Verlegervereins, der ihm 1936 die Ehrenmitgliedschaft verlieh, und zugleich auch Rechtsberater des Vereins Deutscher Chemiker. Curt Hillig war vielfach auf den Gebieten des Gewerblichen Rechtsschutzes, des Urheberrechts und des Verlagsrechts tätig. Bei den Londoner Schuldenverhandlungen beriet er die Deutsche Reichsregierung. Seit 1923 übte er seine Berufstätigkeit gemeinsam mit seinem Schwiegersohn Georg Greuner aus, der 1943 Rechtsanwalt am Reichsgericht und 1953 Rechtsanwalt beim Bundesgerichtshof wurde, und seit 1927 gemeinsam mit seinem Sohn Eduard Hillig, ebenfalls Mitglied des Corps Vandalia Heidelberg. Seit 1935 war Curt Hillig ehrenamtliches Mitglied des Notarsenats beim Reichsgericht. Viele Jahre war er Mitglied des Deutschen Vereins für den Schutz des gewerblichen Eigentums (heute: Deutsche Vereinigung für gewerblichen Rechtsschutz und Urheberrecht).
Curt Hillig war verheiratet mit Alice, geb. Mehlgarten, einer Urenkelin des Verlegers Benedictus Gotthelf Teubner. Nach seinem Tod wurde er im Wandgrab der Familie Hillig auf dem Neuen Johannisfriedhof in Leipzig beigesetzt.

## Veröffentlichungen (Auswahl)
- Das Hypothekenbankgesetz vom 13. Juli 1899. Kommentar. Leipzig 1900.
- Das Verlagsrecht. Reichsgesetz über das Verlagsrecht vom 19. Juni 1901. Kommentar. Leipzig 1901 (gemeinsam mit Dr. Johannes Mittelstaedt).
- Gesetz über die Sicherung von Bauforderungen vom 1. Juni 1909. Kommentar. Leipzig 1911 (gemeinsam mit Johannes Hartung).
- Gutachten über urheberrechtliche, verlagsrechtliche und verlegerische Fragen. Erstattet und herausgegeben im Auftrag des Deutschen Verlegervereins, Band 1, Leipzig 1928, und Band 2 (gemeinsam mit Dr. Georg Greuner) Leipzig 1934. (Fotomechanischer Nachdruck, Weinheim 1953).
- Der Schutz gewerblicher und geistiger Leistungen. Festvortrag zum 50-jährigen Jubiläum des Leipziger Anwaltvereins, gehalten am 29. Juni 1929 im Leipziger Zentraltheater (auch im Rundfunk übertragen).
- Neubearbeitung von Ernst Röthlisberger: Der interne und internationale Schutz des Urheberrechts in den Ländern des Erdballs, 4. Aufl., Leipzig 1931 (gemeinsam mit Dr. Georg Greuner).